# Всё везде и сразу
«Всё везде́ и сра́зу» (англ. Everything Everywhere All at Once) — американский фантастический комедийный боевик режиссёров и сценаристов Дэниела Шайнерта и Дэна Квана, которые также выступили продюсерами ленты вместе с Энтони и Джо Руссо. В главной роли снялась Мишель Йео. Также в фильме сыграли Стефани Сюй, Куан Ке Хюи, Дженни Слейт, Гарри Шам-мл., Джеймс Хонг и Джейми Ли Кёртис.
Фильм представляет собой причудливую смесь жанров с элементами сюрреалистической комедии, научной фантастики, фэнтези, семейной драмы и фильмов о боевых искусствах. По сюжету мать семейства, иммигрантка китайского происхождения (в исполнении Мишель Йео), пытается соединиться с версиями себя из параллельных миров, чтобы спасти мультивселенную.
Картина стала фильмом-открытием фестиваля South by Southwest 11 марта 2022 года. В США фильм вышел в ограниченный прокат 25 марта 2022 года, в широкий — 8 апреля. Фильм многократно окупился в прокате, преодолев отметку в 100 млн долларов, и получил восторженные отзывы критиков; многие издания назвали его лучшим фильмом 2022 года. «Всё везде и сразу» был номинирован на премию «Оскар» в 11 категориях (став лидером по количеству номинаций в 2023 году) и выиграл в 7 из них, включая награду за лучший фильм.

## Сюжет
Фильм состоит из трёх частей, названия которых образуют общее название фильма.

### Первая часть: Всё
Эвелин Вонг — американка китайского происхождения, которая вместе со своим мужем Вэймондом управляет скромной прачечной. Налоговое управление США начинает аудит финансовой деятельности прачечной, из-за чего складывается напряжённая обстановка. Кроме того, Вэймонд пытается вручить Эвелин документы на развод; Гонг Гонг, ворчливый отец Эвелин только что приехал из Китая; а Джой, дочь Эвелин, собирается совершить перед дедом каминг-аут и представить свою девушку Бекки.
Во время встречи в здании налоговой службы с инспектором Дейдре Бобейдре личность Вэймонда меняется, когда его телом на короткое время завладевает Альфа Вэймонд, версия Вэймонда из вселенной, которую он называет «Альфа Мир». Альфа Вэймонд объясняет Эвелин, что существует множество параллельных вселенных, поскольку каждый сделанный выбор создаёт новую вселенную. Альфа Эвелин из Альфа Мира (ныне покойная) разработала технологию «сквозных прыжков», позволяющую на время подключать своё сознание к навыкам, воспоминаниям и телу своих двойников из параллельных вселенных после выполнения определённого действия, именуемого «трамплином». 
Существованию мультивселенной угрожает Джобу Тупаки — бывшая Альфа Джой. Её сознание раскололось после того, как Альфа Эвелин подвергла её сверхперегрузке во время сквозного прыжка; теперь сознание Джобу Тупаки существует в каждом мире и вмещает в себя силу и знания всей мультивселенной. С помощью сверхспособностей она создала чёрную дыру в виде тора, которая потенциально может уничтожить мультивселенную.
Эвелин осваивает технологию сквозных прыжков для борьбы с приспешниками Джобу Тупаки, которые один за другим появляются в здании налоговой службы. Эвелин узнаёт о планах Вэймонда развестись с ней и видит свои другие жизни, в которых она не вышла замуж за Вэймонда и не уехала из Китая в США, а добилась успеха, став в различных мирах мастером кунг-фу, кинозвездой и певицей. 
Альфа Вэймонд приходит к убеждению, что Эвелин — величайшая неудачница из всех Эвелин мультивселенной, поэтому она должна раскрыть свой потенциал, чтобы победить Джобу Тупаки. Альфа Гонг Гонг приказывает Эвелин убить Джой и помешать Джобу Тупаки, но Эвелин отказывается. Она решает, что должна противостоять Джобу Тупаки, заполучив те же силы, что и она, поэтому она неоднократно совершает сквозные прыжки, сражаясь с приспешниками Джобу Тупаки и бойцами Альфы Гонг Гонга. В Альфа Мире Джобу Тупаки убивает Альфу Вэймонда, и Эвелин теряет сознание от перегрузки.

### Вторая часть: Везде
Сознание Эвелин раскалывается, и она открывает для себя новые причудливые вселенные, включая ту, где у людей сосиски вместо пальцев, а она состоит в романтических отношениях с Дейдре, и другую, где она работает вместе с шеф-поваром тэппанъяки, которым тайно управляет енот, похожий на крысу из Рататуя. Она узнаёт, что Джобу Тупаки создала чёрную дыру не для того, чтобы уничтожить всё, а для того, чтобы уничтожить себя, и искала Эвелин, которая могла бы её понять. Джобу Тупаки считает, что из-за огромного количества вселенных и бесконечного хаоса ничто не имеет значения.
В других вселенных Вонги вот-вот потеряют прачечную из-за налоговых ошибок, а бизнесмен Вэймонд отвергает кинозвезду Эвелин после десятилетий разлуки. Эвелин почти переходит на сторону Джобу Тупаки и ранит осколком стекла Вэймонда из своей вселенной. Она хочет вместе с Джобу Тупаки войти в бейгл, но останавливается, услышав призывы Вэймонда быть доброй и не терять надежду. Эвелин побеждает Альфа Гонг Гонга и бойцов Джобу Тупаки, используя свои вселенские знания и, обнаружив то, что причиняет боль каждому из них, дарит им счастье. Эвелин говорит Джобу Тупаки, что она не одна и что Эвелин всегда будет с ней. Тем временем в параллельной вселенной Эвелин представляет своему отцу Бекки в качестве девушки Джой, мирится с Вэймондом и Джой, а Вэймонд убеждает Дейдре позволить исправить налоговую документацию. Джобу Тупаки сначала отвергает Эвелин, но возвращается к ней, и они обнимаются.

### Третья часть: Сразу
Семья везет собранные документы в налоговую. Эвелин целует своего мужа, а затем отвлекается на свои мысли, пока инспектор распекает её за мелкие несоответствия в документах.

## В ролях
- Мишель Йео — Эвелин Вонг, владелица прачечной
- Куан Ке Хюи — Вэймонд Вонг, муж Эвелин
- Стефани Сюй — Джой Вонг / Джобу Тупаки, дочь Эвелин и Вэймонда
- Джеймс Хонг — Гонг Гонг, отец Эвелин
- Джейми Ли Кёртис — Дейдра Боубейрдра, инспектор налоговой службы США
- Талли Медел — Бекки Срегор, девушка Джой
- Дженни Слейт — Дебби, дама с собачкой / Носатая
- Гарри Шам-мл. — Чед, повар тэппанъяки, работающий вместе с Эвелин в альтернативной вселенной
- Сунита Мани — королева в телевизионном мюзикле
- Аарон Лазар — солдат в телевизионном мюзикле
- Одри Василевски — офицер

## Маркетинг
Оригинальный трейлер фильма впервые был опубликован в сети компанией A24, его локализованная версия — кинопрокатной компанией «Вольга».

## Производство
Первоначальный сценарий был написан с расчётом, что главную роль сыграет Джеки Чан. Когда договориться с актёром не удалось, пол главного героя и его супруга поменяли с расчётом на Мишель Йео.
В августе 2018 года было объявлено, что Мишель Йео и Аквафина сыграют в «межпространственном экшн-фильме» Дэна Квана и Дэниела Шейнерта. Тогда же были озвучены продюсеры проекта — Энтони и Джо Руссо.
Фильм получил налоговый кредит в марте 2019 года для съёмок в Калифорнии. В сентябре Кван и Шайнерт заявили, что всё ещё ждут разрешения на съёмки.
В январе 2020 года Аквафина покинула актёрский состав проекта из-за конфликта в расписании, в то время как Стефани Сюй, Джеймс Хун, Куан Ке Хюи и Джейми Ли Кёртис присоединились к числу актёров.
Съёмки фильма начались в январе 2020 года. Права на дистрибуцию картины принадлежат компании A24.
Вдохновением для режиссеров при создании фильма, помимо прочего, стал фильм «Матрица», а также вселенная фильмов Вонга Карвая. Что касается музыки, вдохновением для создания саундтрека к картине также стала «Матрица», а именно музыка Дона Дэвиса, а также классическая тема You’ve Got a Friend in Me Рэнди Ньюмана для «Истории игрушек».

## Отзывы и оценки
Фильм получил высокие, порой даже восторженные оценки кинокритиков и прессы. По данным сайта Rotten Tomatoes, 97 % обзоров на него были положительными, а средняя оценка составила 8,6 из 10. По данным Metacritic, средняя оценка фильма критиками составила 8,1 из 10; сайт присвоил фильму категорию «Must see». О фильме писали:
«„Всё везде и сразу“ — это история о попытке найти опору в эпицентре небытия. И этот фильм — лучший пример того, как можно было эту историю реализовать» — IndieWire.
«Авторы фильма берут красную пилюлю из „Матрицы“ и возводят её в степень бесконечности» — Variety.
«Самая по-актерски сложная и, возможно, самая важная роль в карьере легендарной Мишель Йео. По крайней мере, на сегодняшний день» — The Playlist.
«Поклонников Джейми Ли Кертис ждет настоящее удовольствие от игры актрисы, которая предстает в безумных экшн-сценах, с невозмутимым лицом играет комедийные моменты и выдаёт неожиданную вспышку романтизма» — The Hollywood Reporter.
«Эпическое приключение, в котором самым безумным образом переплетены научная фантастика, метафизика, боевые искусства, фарс и  сильная актерская игра» — The Wrap.
«Этот фильм, сочетающий в себе научную-фантастику в степени „хардкор“ и семейную драму, отсылает зрителя одновременно к „Матрице“, „Любовному настроению“, гонконгским боевикам и ещё много к чему. Все вместе эти элементы создают непрекращающийся визуальный праздник» — Deadline.

### Включение в списки
По итогам 2022 года многие издания, в том числе Elle, Esquire, GQ, Harper’s Bazaar, Time Out, Vogue, Кинопоиск, а также Национальный совет кинокритиков США и Американский институт киноискусства включили «Всё везде и сразу» в свои списки лучших фильмов года. Некоторые, например Empire, Gizmodo, IGN, «Афиша» и «Мир фантастики», назвали его лучшим фильмом года.
По подсчётам Metacritic, именно этот фильм чаще других включали в списки лучших за 2022 год (более сотни разных изданий), в том числе чаще других называли фильмом года (более 40 изданий)

## Награды и номинации
| Кинопремия                        | Дата церемонии | Категория                                          | Номинант(ы)                                                   | Результат | Источник |
| --------------------------------- | -------------- | -------------------------------------------------- | ------------------------------------------------------------- | --------- | -------- |
| Сатурн                            | 2022           | Лучший фэнтези-фильм                               | Всё везде и сразу                                             | Победа    | [ 41 ]   |
| Сатурн                            | 2022           | Лучший сценарий                                    | Дэниел Кван и Дэниел Шайнерт                                  | Номинация | [ 41 ]   |
| Сатурн                            | 2022           | Лучшая киноактриса                                 | Мишель Йео                                                    | Победа    | [ 41 ]   |
| Сатурн                            | 2022           | Лучший киноактёр второго плана                     | Куан Ке Хюи                                                   | Победа    | [ 41 ]   |
| Сатурн                            | 2022           | Лучшая киноактриса второго плана                   | Стефани Сюй                                                   | Номинация | [ 41 ]   |
| Сатурн                            | 2022           | Лучший монтаж                                      | Пол Роджерс                                                   | Номинация | [ 41 ]   |
| Сатурн                            | 2022           | Лучшая работа художника-постановщика               | Джейсон Кисвардей                                             | Номинация | [ 41 ]   |
| Gotham                            | 2022           | Лучший фильм                                       | Всё везде и сразу                                             | Победа    | [ 42 ]   |
| Gotham                            | 2022           | Лучшая главная роль                                | Мишель Йео                                                    | Номинация | [ 42 ]   |
| Gotham                            | 2022           | Лучшая второстепенная роль                         | Куан Ке Хюи                                                   | Победа    | [ 42 ]   |
| Золотой глобус                    | 2023           | Лучший фильм — комедия или мюзикл                  | Всё везде и сразу                                             | Номинация | [ 43 ]   |
| Золотой глобус                    | 2023           | Лучшая режиссура                                   | Дэн Кван и Дэниел Шайнерт                                     | Номинация | [ 43 ]   |
| Золотой глобус                    | 2023           | Лучшая актриса в комедии или мюзикле               | Мишель Йео                                                    | Победа    | [ 43 ]   |
| Золотой глобус                    | 2023           | Лучший актёр второго плана                         | Куан Ке Хюи                                                   | Победа    | [ 43 ]   |
| Золотой глобус                    | 2023           | Лучшая актриса второго плана                       | Джейми Ли Кёртис                                              | Номинация | [ 43 ]   |
| Золотой глобус                    | 2023           | Лучший сценарий                                    | Дэн Кван и Дэниел Шайнерт                                     | Номинация | [ 43 ]   |
| BAFTA                             | 2023           | Лучший фильм                                       | Всё везде и сразу                                             | Номинация | [ 44 ]   |
| BAFTA                             | 2023           | Лучшая режиссёрская работа                         | Дэн Кван и Дэниел Шайнерт                                     | Номинация | [ 44 ]   |
| BAFTA                             | 2023           | Лучшая женская роль                                | Мишель Йео                                                    | Номинация | [ 44 ]   |
| BAFTA                             | 2023           | Лучшая мужская роль второго плана                  | Куан Ке Хюи                                                   | Номинация | [ 44 ]   |
| BAFTA                             | 2023           | Лучшая женская роль второго плана                  | Джейми Ли Кёртис                                              | Номинация | [ 44 ]   |
| BAFTA                             | 2023           | Лучший оригинальный сценарий                       | Дэн Кван и Дэниел Шайнерт                                     | Номинация | [ 44 ]   |
| BAFTA                             | 2023           | Лучший кастинг                                     | Сара Финн                                                     | Номинация | [ 44 ]   |
| BAFTA                             | 2023           | Лучший монтаж                                      | Пол Роджерс                                                   | Победа    | [ 44 ]   |
| BAFTA                             | 2023           | Лучшая музыка к фильму                             | Son Lux                                                       | Номинация | [ 44 ]   |
| BAFTA                             | 2023           | Лучшие визуальные эффекты                          | Бенджамин Брюэр, Итан Фельдбау, Джонатан Комбринк и Зак Столц | Номинация | [ 44 ]   |
| Премия Гильдии режиссёров Америки | 2023           | Лучшая режиссерская работа в полнометражном фильме | Дэн Кван и Дэниел Шайнерт                                     | Победа    | [ 45 ]   |
| Оскар                             | 2023           | Лучший фильм                                       | Всё везде и сразу                                             | Победа    | [ 46 ]   |
| Оскар                             | 2023           | Лучшая режиссёрская работа                         | Дэниел Кван и Дэниел Шайнерт                                  | Победа    | [ 46 ]   |
| Оскар                             | 2023           | Лучшая актриса                                     | Мишель Йео                                                    | Победа    | [ 46 ]   |
| Оскар                             | 2023           | Лучший актёр второго плана                         | Куан Ке Хюи                                                   | Победа    | [ 46 ]   |
| Оскар                             | 2023           | Лучшая актриса второго плана                       | Джейми Ли Кёртис                                              | Победа    | [ 46 ]   |
| Оскар                             | 2023           | Лучшая актриса второго плана                       | Стефани Сюй                                                   | Номинация | [ 46 ]   |
| Оскар                             | 2023           | Лучший оригинальный сценарий                       | Дэниел Кван и Дэниел Шайнерт                                  | Победа    | [ 46 ]   |
| Оскар                             | 2023           | Лучшая музыка к фильму                             | Son Lux                                                       | Номинация | [ 46 ]   |
| Оскар                             | 2023           | Лучшая песня к фильму                              | This Is a Life                                                | Номинация | [ 46 ]   |
| Оскар                             | 2023           | Лучший монтаж                                      | Пол Роджерс                                                   | Победа    | [ 46 ]   |
| Оскар                             | 2023           | Лучший дизайн костюмов                             | Ширли Юрата                                                   | Номинация | [ 46 ]   |